# Epicephala jansei
Epicephala jansei är en fjärilsart som beskrevs av Lajos Vári 1961. Epicephala jansei ingår i släktet Epicephala och familjen styltmalar.
Artens utbredningsområde är Zimbabwe. Inga underarter finns listade i Catalogue of Life.